# Страшненко Сергій Сергійович
Сергій Сергійович Страшненко (нар. 22 березня 1979) — український футболіст, що грав на позиції воротаря. Найбільш відомий за виступами у клубі вищої ліги України «Металург» із Запоріжжя. Після закічення виступів на футбольних полях — український футбольний тренер, працював переважно у клубі «Суми».

## Клубна кар'єра
Сергій Страшненко є вихованцем СДЮШОР «Зміна» в Сумах). У професійному футболі дебютував у 1996 році в складі команди української першої ліги «Верховина» з Ужгорода, в якій грав до кінця сезону 1996—1997 років. У 1997 році молодий воротар отримав запрошення до команди вищої ліги України «Металург» із Запоріжжя, проте основним воротарем у ній стати не зумів, та зіграв у основному складі по 1 матчу чемпіонату та Кубку України, більше часу проводячи у фарм-клубі «Металург-2» у другій лізі. У першій половині 2000 року Страшненко грав у клубі російської першої ліги «Жемчужина» з Сочі. У 2001 році футболіст повернувся в Україну, та став гравцем команди другої ліги «Сокіл» із Золочева. З другої половини року Страшненко грав у команді другої ліги «Суми», яка за підсумками сезону здобула місце в першій лізі, де грала під назвою «Спартак». На початку сезону 2003—2004 років Страшненко захищав ворота клубу «Електрон» з Ромнів, а в другій половині сезону грав у складі команди другої ліги «Черкаси». У другій половині 2004 року Сергій Страшненко грав у складі аматорської команди «Шахтар» з Конотопа. На початку 2005 року футболіст грав у складі команди першої ліги «Сталь» із Дніпродзержинська. У сезонах 2005—2007 років Страшненко знову грав у складі сумського «Спартака». Після розформування команди він став гравцем команди другої ліги «Суми», ворота якої захищав у 2008—2009 роках, після чого завершив виступи на футбольних полях.

## Тренерська кар'єра
З 2012 року Сергій Страшненко став тренером воротарів у команді першої ліги «Суми», кілька разів він навіть вимушено сидів у запасі команди, проте на поле не виходив. У 2013 році два місяці тимчасово виконував обов'язки головного тренера команди, у 2014 році також короткий час у травні був виконуючим обов'язки головного тренера. У склубі працював до 2017 року. У 2020 році Страшненко очолив нову аматорську команду ФК «Суми», проте в 2021 році, вже перед стартом у професійній лізі, він поступився місцем головного тренера Валерію Куценку. Після цього Сергій Страшненко працював тренером у приватній футбольній школі у Лебедині.

## Особисте життя
Батьком Сергія Сергійовича Страшненка є Сергій Васильович Страшненко, який також грав на позиції воротаря в низці радянських і українських команд, та є футбольним тренером.